# Papamosques fiscal
El papamosques fiscal (Melaenornis silens) és una espècie d'ocell de la família dels muscicàpids (Muscicapidae), pròpia de l'Àfrica Austral. El seu estat de conservació es considera de risc mínim.

## Taxonomia
El papamosques fiscal era anteriorment l'únic membre del gènere Sigelus, però es va traslladar a Melaenornis a partir dels resultats d'un estudi filogenètic molecular publicat el 2010.